# بيتي بويس
بيتي بويس (بالإنجليزية: Betty Bowes) هي رسامة أمريكية، ولدت في 30 يوليو 1911، وتوفيت في 12 سبتمبر 2007.